# Chimaericolidae
Chimaericolidae är en familj av plattmaskar. Enligt Catalogue of Life ingår Chimaericolidae i ordningen Polyopisthocotylea, klassen sugmaskar, fylumet plattmaskar och riket djur, men enligt Dyntaxa är tillhörigheten istället klassen Neodermata, fylumet plattmaskar och riket djur. Enligt Catalogue of Life omfattar familjen Chimaericolidae 2 arter. 
Kladogram enligt Catalogue of Life och Dyntaxa:
| Chimaericolidae | \| \| Callorhynchicola \| \| \| \| \| \| Chimaericola \| \| \| \| |
|                 | \| \| Callorhynchicola \| \| \| \| \| \| Chimaericola \| \| \| \| |
|                 | Allomicrocotylidae                                                |
|                 |                                                                   |
|                 | Allopyragraphoridae                                               |
|                 |                                                                   |
|                 | Anchorophoridae                                                   |
|                 |                                                                   |
|                 | Aviellidae                                                        |
|                 |                                                                   |
|                 | Axinidae                                                          |
|                 |                                                                   |
|                 | Cemocotylidae                                                     |
|                 |                                                                   |
|                 | Dactylocotylidae                                                  |
|                 |                                                                   |
|                 | Diclidophoridae                                                   |
|                 |                                                                   |
|                 | Diclybothriidae                                                   |
|                 |                                                                   |
|                 | Discocotylidae                                                    |
|                 |                                                                   |
|                 | Gastrocotylidae                                                   |
|                 |                                                                   |
|                 | Heteraxinidae                                                     |
|                 |                                                                   |
|                 | Hexabothriidae                                                    |
|                 |                                                                   |
|                 | Hexostomatidae                                                    |
|                 |                                                                   |
|                 | Macrovalvitrematidae                                              |
|                 |                                                                   |
|                 | Mazocraeidae                                                      |
|                 |                                                                   |
|                 | Megalonchidae                                                     |
|                 |                                                                   |
|                 | Microcotylidae                                                    |
|                 |                                                                   |
|                 | Octolabeidae                                                      |
|                 |                                                                   |
|                 | Polystomatidae                                                    |
|                 |                                                                   |
|                 | Protomicrocotylidae                                               |
|                 |                                                                   |
|                 | Pterinotrematidae                                                 |
|                 |                                                                   |
|                 | Pyragraphoridae                                                   |
|                 |                                                                   |
|                 | Sphyranuridae                                                     |
|                 |                                                                   |
|                 | Callorhynchicola                                                  |
|                 |                                                                   |
|                 | Chimaericola                                                      |
|                 |                                                                   |

|  | Callorhynchicola |
|  |                  |
|  | Chimaericola     |
|  |                  |